# شهرستان جفرسن (نبراسکا)
شهرستان جفرسن، نبراسکا (به انگلیسی: Jefferson County, Nebraska) یک سکونتگاه مسکونی در ایالات متحده آمریکا است که در نبراسکا واقع شده‌است.

## خصوصیات
شهرستان جفرسن ۱٬۴۹۱٫۸۴ کیلومترمربع مساحت دارد.